# Segnaletica stradale in Islanda
I segnali stradali in Islanda sono regolati dal Reglugerð um umferðarmerki og notkun þeirra (Regolamento dei segnali stradali e loro uso), n. 289/1995 modificato ed ampliato più volte, l'ultima delle quali con il regolamento 595 del 2013. Essi sono suddivisi in:
1. segnali di pericolo;
2. segnali di divieto;
3. segnali di obbligo;
4. segnali di informazioni;
5. segnali di servizi;
6. segnali di indicazione;
7. segnali di corsia;
8. segnali temporanei;
9. pannelli integrativi;
10. altri segnali.

Se vi è del testo nei segnali, questo è in lingua islandese e non in inglese (tranne il segnale di fermarsi e dare la precedenza riportante la scritta "STOP"). Inoltre, data l'assenza di linee ferroviarie o tranviarie sull'isola, non sono previsti i segnali di attraversamento di tali infrastrutture.

## Segnali di pericolo
I segnali di pericolo in Islanda, come quelli di alcuni paesi nordici, hanno sfondo giallo e non bianco, ed una normale forma triangolare; le dimensioni regolari sono di 70 cm di lato, mentre maggiorate possono essere di 90 cm.
| Segnale islandese | Significato                                                         | Spiegazione |
|                   | Curva pericolosa a destra                                           | Presegnala un tratto di strada non rettilineo pericoloso per la limitata visibilità o per caratteristiche del tracciato (curva stretta a destra). |
|                   | Curva pericolosa a sinistra                                         | Presegnala un tratto di strada non rettilineo pericoloso per la limitata visibilità o per caratteristiche del tracciato (curva stretta a sinistra). |
|                   | Doppia curva pericolosa, la prima a destra                          | Presegnala una doppia curva, di cui la prima a destra; il segnale viene utilizzato anche per segnalare una serie di più di due curve pericolose, di cui la prima a destra (e in tale caso la lunghezza del tratto di strada con curve è indicata tramite un pannello complementare).     |
|                   | Doppia curva pericolosa, la prima a sinistra                        | Presegnala una doppia curva, di cui la prima a sinistra; il segnale viene utilizzato anche per segnalare una serie di più di due curve pericolose, di cui la prima a sinistra (e in tale caso la lunghezza del tratto di strada con curve è indicata tramite un pannello complementare). |
|                   | Incrocio pericoloso                                                 | Presegnala un incrocio in cui vige la regola generale di dare la precedenza a destra. |
|                   | Dare precedenza                                                     | Prescrive un incrocio in cui è necessario dare precedenza in corrispondenza della linea orizzontale. Se necessario l'incrocio in questione può essere presegnalato da questo segnale munito di un pannello integrativo indicante la distanza dall'incrocio.                              |
|                   | Intersezione con strada che non ha priorità                         | Presegnala un incrocio con una strada di minore importanza in cui si ha la precedenza sui veicoli provenienti sia da destra che da sinistra. |
|                   | Intersezione con priorità su una strada entrante da destra          | Presegnala un incrocio con corsia di accelerazione od una confluenza sul lato destro della carreggiata. |
|                   | Intersezione con priorità su una strada entrante da sinistra        | Presegnala un incrocio con corsia di accelerazione od una confluenza sul lato sinistro della carreggiata. |
|                   | Intersezione con priorità sulla strada secondaria a destra          | Presegnala un incrocio a T con una strada di minore importanza che non ha diritto di precedenza e che si immette da destra. |
|                   | Intersezione con priorità sulla strada secondaria a sinistra        | Presegnala un incrocio a T con una strada di minore importanza che non ha diritto di precedenza e che si immette da sinistra. |
|                   | Intersezioni ravvicinate (la prima a destra, la seconda a sinistra) | Presegnala due incroci a distanza ravvicinata con due strade di minore importanza che non godono del diritto di precedenza. La prima strada che si incrocia si trova a destra, la seconda a sinistra.                                                                                    |
|                   | Intersezioni ravvicinate (la prima a sinistra, la seconda a destra) | Presegnala due incroci a distanza ravvicinata con due strade di minore importanza che non godono del diritto di precedenza. La prima strada che si incrocia si trova a sinistra, la seconda a destra.                                                                                    |
|                   | Circolazione rotatoria                                              | Presegnala una'intersezione regolata da circolazione rotatoria antioraria che può creare pericolo al traffico. |
|                   | Bambini                                                             | Segnala luoghi frequentati da bambini, come le scuole, i giardini pubblici, i campi di gioco e simili. |
|                   | Pedoni                                                              | Segnala la possibilità di incontrare pedoni sulla carreggiata; il segnale è adoperato soprattutto lungo le strade extraurbane dove la velocità dei veicoli è elevata o vi è mancanza di visibilità.                                                                                      |
|                   | Attraversamento pedonale                                            | Segnala l'avvicinarsi di un passaggio pedonale segnalato sulla carreggiata; il segnale è adoperato soprattutto lungo le strade dove la velocità dei veicoli è elevata o vi è mancanza di visibilità.                                                                                     |
|                   | Cavalieri                                                           | Segnala la possibilità di incontrare persone che esercitano l'equitazione sulla carreggiata o che la attraversano. |
|                   | Cavalli                                                             | Presegnala un tratto di strada nelle vicinanze della quale i cavalli pascolano liberamente. |
|                   | Attraversamento di animali domestici                                | Presegnala un tratto di strada con probabile improvvisa presenza od attraversamento di animali domestici. |
|                   | Attraversamento di pecore                                           | Presegnala un tratto di strada nelle vicinanze della quale le pecore pascolano liberamente; il segnale è utilizzato soprattutto lungo le strade dove la velocità dei veicoli è elevata.                                                                                                  |
|                   | Attraversamento di renne                                            | Presegnala un tratto di strada con probabile improvvisa presenza od attraversamento di renne. |
|                   | Strettoia simmetrica                                                | Segnala un restringimento pericoloso della carreggiata su entrambi i lati. |
|                   | Strettoia asimmetrica a destra                                      | Segnala un restringimento pericoloso della carreggiata posto sul lato destro. |
|                   | Strettoia asimmetrica a sinistra                                    | Segnala un restringimento pericoloso della carreggiata posto sul lato sinistro. |
|                   | Lavori                                                              | Presegnala cantieri di lavori in corso, depositi temporanei di materiale, presenza di macchinari adibiti ai lavori stradali. |
|                   | Livellatrici di ghiaia                                              | Presegnala la presenza di macchinari adibiti al livellamento della ghiaia. |
|                   | Ciclisti                                                            | Presegnala l'avvicinarsi di un luogo dove i ciclisti attraversano la strada o di un tratto di strada abitualmente percorso dai ciclisti in cui la sezione stradale è ristretta. |
|                   | Discesa pericolosa                                                  | Presegnala un tratto di strada in discesa secondo il senso di marcia. La pendenza è espressa in percentuale. |
|                   | Salita ripida                                                       | Presegnala un tratto di strada in forte salita secondo il senso di marcia. La pendenza è espressa in percentuale. |
|                   | Strada deformata                                                    | Segnala un tratto di strada in cattivo stato o con pavimentazione irregolare. |
|                   | Dosso artificiale                                                   | Segnala la presenza di un dosso artificiale installato per ridurre la velocità. |
|                   | Caduta massi da destra                                              | Presegnala il pericolo di caduta massi dalla parete rocciosa soprastante a destra con possibile presenza di pietre sulla carreggiata. |
|                   | Caduta massi da sinistra                                            | Presegnala il pericolo di caduta massi dalla parete rocciosa soprastante a sinistra con possibile presenza di pietre sulla carreggiata. |
|                   | Ghiaia                                                              | Presegnala la presenza di pietrisco, di materiale minuto o granaglia che può essere proiettato a distanza o scagliato in aria dai veicoli in transito. |
|                   | Semaforo                                                            | Presegnala un impianto semaforico. |
|                   | Passaggio di aeroplani a bassa quota                                | Presegnala la possibilità di improvvisi forti rumori o abbagliamenti dovuti ad aeroplani a bassa quota. |
|                   | Doppio senso di circolazione                                        | Segnala un tratto di strada che da senso unico diventa a doppio senso. |
|                   | Galleria                                                            | Presegnala una galleria. |
|                   | Strada sdrucciolevole                                               | Presegnala un tratto di strada che in particolari condizioni climatiche od ambientali può diventare sdrucciolevole. |
|                   | Ghiaccio                                                            | Presegnala un tratto di strada ghiacciata; il segnale è utilizzato solo per indicare un tratto di strada ghiacciata che però di norma non ci si aspetterebbe essere ghiacciata. |
|                   | Alto scalino laterale                                               | Presegnala un tratto di strada con uno scalino laterale particolarmente alto. |
|                   | Banchina cedevole                                                   | Presegnala un tratto di strada con una banchina cedevole sotto il peso dei veicoli pesanti. |
|                   | Vento laterale                                                      | Presegnala la possibilità di forti raffiche di vento laterale. |
|                   | Sbocco su argine o molo                                             | Presegnala il pericolo di caduta in acqua. Può essere integrato con pannelli distanziometrici. |
|                   | Altri pericoli                                                      | Segnala un pericolo diverso da quelli indicati negli altri segnali di pericolo, e di norma è accompagnato da un pannello integrativo per segnalare con maggior precisione la natura del pericolo.                                                                                        |

## Segnali di divieto
I segnali di divieto in Islanda hanno sfondo giallo, eccezion fatta per il segnale di fermarsi e dare la precedenza che è nella classica forma ottagonale con bordi e scritta bianchi. I segnali di divieto hanno diametro normalmente di 60 cm.
| Segnale islandese | Significato                                                                                     | Spiegazione |
|                   | Divieto di transito                                                                             | Vieta a tutti i veicoli di entrare in una strada. |
|                   | Divieto di accesso                                                                              | Vieta di entrare in una strada accessibile invece in un altro senso.                                                                                               |
|                   | Divieto di circolazione ai veicoli a motore                                                     | Vieta il transito a tutti i veicoli a motore. |
|                   | Divieto di circolazione per i veicoli a motore tranne quelli a due ruote                        | Vieta il transito a tutti i veicoli a motore eccetto quelli a due ruote.                                                                                           |
|                   | Divieto di circolazione per i mezzi destinati al trasporto merci                                | Vieta il transito ai veicoli da trasporto non adibiti al trasporto di persone.                                                                                     |
|                   | Divieto di circolazione per gli autobus                                                         | Vieta il transito agli autobus. |
|                   | Divieto di circolazione per i veicoli che trasportano merci suscettibili di contaminare l'acqua | Vieta il transito ai veicoli che trasportano merci che possono contaminare l'acqua.                                                                                |
|                   | Divieto di circolazione per i veicoli che trasportano merci pericolose                          | Vieta il transito ai veicoli che trasportano merci pericolose, come esplosivi, benzina, materie tossiche o radioattive.                                            |
|                   | Divieto di circolazione ai mezzi agricoli                                                       | Vieta il transito a tutti i mezzi agricoli. |
|                   | Divieto di circolazione per i motocicli                                                         | Vieta il transito a tutti i veicoli a motore con due ruote. |
|                   | Accesso vietato alle motoslitte                                                                 | Vieta il transito alle motoslitte. |
|                   | Divieto di circolazione per i ciclomotori                                                       | Vieta il transito ai ciclomotori. |
|                   | Divieto di circolazione alle biciclette                                                         | Vieta il transito alle biciclette. |
|                   | Accesso vietato agli animali da sella                                                           | Vieta il transito agli animali da sella. |
|                   | Accesso vietato ai pedoni                                                                       | Vieta il transito ai pedoni. |
|                   | Distanza minima                                                                                 | Vieta di seguire il veicolo che precede ad una distanza inferiore a quella indicata, in metri, sul segnale.                                                        |
|                   | Larghezza massima                                                                               | Vieta il transito ai veicoli aventi larghezza superiore a quella indicata in metri.                                                                                |
|                   | Lunghezza massima                                                                               | Vieta il transito ai veicoli od ai complessi di veicoli di lunghezza superiore alla lunghezza indicata in metri.                                                   |
|                   | Altezza massima                                                                                 | Vieta il transito ai veicoli aventi altezza superiore a quella indicata in metri.                                                                                  |
|                   | Peso massimo                                                                                    | Vieta il transito ai veicoli aventi massa superiore a quella indicata in tonnellate al momento del transito.                                                       |
|                   | Peso massimo di autocarri ed autotreni                                                          | Vieta il transito agli autocarri ed autotreni aventi massa superiore a quella indicata in tonnellate al momento del transito.                                      |
|                   | Peso massimo sull'asse                                                                          | Vieta il transito ai veicoli aventi sull'asse più caricato una massa superiore a quella indicata al momento del transito.                                          |
|                   | Fermarsi e dare la precedenza                                                                   | Prescrive l'obbligo di arrestarsi in ogni caso in corrispondenza della striscia trasversale di arresto ad un incrocio e di dare precedenza.                        |
|                   | Fermarsi per controlli                                                                          | Obbliga i conducenti all'arresto per controlli di polizia. |
|                   | Divieto di sosta                                                                                | Vieta la sosta, fermata prolungata (parcheggio) ai veicoli, in quei luoghi dove per regola generale non vige tale divieto.                                         |
|                   | Divieto di sosta nella fascia oraria indicata                                                   | Indica una zona in cui vige il divieto di sosta nella fascia oraria indicata.                                                                                      |
|                   | Fine del divieto di sosta nella fascia oraria indicata                                          | Indica la fine della zona in cui vige il divieto di sosta nella fascia oraria indicata.                                                                            |
|                   | Divieto di fermata                                                                              | Vieta la sosta e la fermata o qualsiasi temporanea sospensione della marcia ai veicoli.                                                                            |
|                   | Precedenza ai veicoli provenienti in senso inverso                                              | Prescrive di dare precedenza ai veicoli provenienti in direzione opposta in una strada a doppio senso che consente il passaggio di una sola fila di veicoli.       |
|                   | Velocità massima                                                                                | Indica la velocità massima in chilometri orari alla quale i veicoli possono procedere immediatamente dopo il segnale.                                              |
|                   | Fine della velocità massima                                                                     | Indica la fine del limite sulla velocità massima alla quale i veicoli possono procedere e ripristina il consueto limite di velocità relativo alla strada percorsa. |
|                   | Zona con velocità massima                                                                       | Indica una zona in cui vi è un limite di velocità massima, in chilometri orari, alla quale i veicoli devono procedere immediatamente dopo il segnale.              |
|                   | Fine zona con velocità massima                                                                  | Indica la fine della zona in cui vi è un limite di velocità massima, in chilometri orari, alla quale i veicoli devono procedere.                                   |
|                   | Divieto di svoltare a destra                                                                    | Vieta di svoltare a destra al prossimo incrocio. |
|                   | Divieto di svoltare a sinistra                                                                  | Vieta di svoltare a sinistra al prossimo incrocio. |
|                   | Divieto d'inversione                                                                            | Vieta di effettuare un'inversione di marcia. |
|                   | Divieto di sorpasso                                                                             | Vieta di sorpassare i veicoli a motore con due o più ruote. |
|                   | Divieto di sorpasso per gli autocarri                                                           | Indica il divieto a tutti i veicoli, non adibiti al trasporto di persone, di massa a pieno carico superiore a 3,5 t di sorpassare i veicoli a motore.              |
|                   | Fine divieto di sorpasso                                                                        | Indica la fine del divieto a tutti i veicoli di sorpassare i veicoli a motore diversi dai motocicli e dai ciclomotori.                                             |
|                   | Fine del divieto di sorpasso per gli autocarri                                                  | Indica la fine del divieto a tutti i veicoli non adibiti al trasporto di persone di massa a pieno carico oltre 3,5 t di sorpassare i veicoli a motore.             |
|                   | Fine dei divieti precedenti                                                                     | Indica la fine dei divieti precedentementi imposti. |

## Segnali di obbligo
I segnali di obbligo in Islanda sono rotondi con sfondo blu ed indicazioni bianche; anche per essi la dimensione normale è di 60 cm di diametro.
| Segnale islandese | Significato                                    | Spiegazione |
|                   | Direzione obbligatoria a destra                | Indica che la sola direzione consentita al conducente è quella di andare a destra. |
|                   | Direzione obbligatoria a sinistra              | Indica che la sola direzione consentita al conducente è quella di andare a sinistra. |
|                   | Direzione obbligatoria dritto                  | Indica che la sola direzione consentita al conducente è quella di andare dritta. |
|                   | Preavviso di direzione obbligatoria a destra   | Preavvisa che la sola direzione consentita al conducente è quella di andare a destra. |
|                   | Preavviso di direzione obbligatoria a sinistra | Preavvisa che la sola direzione consentita al conducente è quella di andare a sinistra. |
|                   | Obbligo d'inversione                           | Obbliga ad effettuare un'inversione ad U. |
|                   | Circolare diritto o svoltare a destra          | Direzioni consentite a dritto ed a destra. |
|                   | Circolare diritto o svoltare a sinistra        | Direzioni consentite a dritto ed a sinistra. |
|                   | Svoltare a destra o a sinistra                 | Direzioni obbligatorie a destra ed a sinistra. |
|                   | Passaggio obbligatorio a destra                | Obbliga i conducenti a passare a destra dell'ostacolo come un cantiere, uno spartitraffico, un salvagente o un'isola di traffico.                                                               |
|                   | Passaggio obbligatorio a sinistra              | Obbliga i conducenti a passare a sinistra dell'ostacolo come un cantiere, uno spartitraffico, un salvagente o un'isola di traffico.                                                             |
|                   | Passaggio obbligatorio a destra o sinistra     | Obbliga i conducenti a passare a destra o a sinistra dell'ostacolo come un cantiere, uno spartitraffico, un salvagente o un'isola di traffico.                                                  |
|                   | Intersezione con percorso rotatorio obbligato  | Indica ai conducenti l'obbligo di circolare nel verso antiorario indicato dalle frecce attorno all'area di rotazione. È posto subito prima di una piazza dove si svolge circolazione rotatoria. |
|                   | Pista ciclabile                                | Indica l'inizio di un percorso riservato alle biciclette. |
|                   | Percorso pedonale                              | Indica un percorso riservato ai pedoni. |
|                   | Percorso misto pedonale e ciclabile            | Indica l'inizio di un percorso riservato ai pedoni ed alle biciclette. |
|                   | Percorso ciclabile adiacente al marciapiede    | Indica l'inizio di un percorso ciclabile contiguo al marciapiede. |
|                   | Strada per animali da sella                    | Indica l'inizio di un percorso riservato agli animali da sella. |

## Segnali di informazione
| Segnale islandese | Significato                                                                 | Spiegazione |
|                   | Parcheggio                                                                  | Indica un parcheggio autorizzato. Consente la sosta a tempo indeterminato salvo indicazioni differenti.                                                       |
|                   | Parcheggio coperto                                                          | Indica un parcheggio coperto autorizzato. Consente la sosta a tempo indeterminato salvo indicazioni differenti.                                               |
|                   | Parcheggio per disabili                                                     | Indica un parcheggio per disabili. |
|                   | Parcheggio per disabili con auto di targa numero                            | Indica un parcheggio per disabili utilizzabile dall'auto con targa come riportata.                                                                            |
|                   | Parcheggio per autobus                                                      | Indica un parcheggio per autobus. |
|                   | Parcheggio per autocarri                                                    | Indica un parcheggio per autocarri. |
|                   | Parcheggio per autoveicoli                                                  | Indica un parcheggio per autoveicoli. |
|                   | Parcheggio per autoveicoli a trazione elettrica                             | Indica un parcheggio per autoveicoli a trazione elettrica. |
|                   | Parcheggio per autocaravan                                                  | Indica un parcheggio riservato agli autocaravan. |
|                   | Parcheggio per ambulanze                                                    | Indica un parcheggio per ambulanze. |
|                   | Parcheggio per biciclette                                                   | Indica un parcheggio per biciclette. |
|                   | Parcheggio per motocicli                                                    | Indica un parcheggio per motocicli. |
|                   | Piazzuola per il montaggio delle catene da neve                             | Indica piazzuola in cui è possibile montare le catene da neve sugli pneumatici.                                                                               |
|                   | Passaggio pedonale                                                          | Indica un attraversamento pedonale non regolato da semaforo e non in corrispondenza di un incrocio stradale.                                                  |
|                   | Strada con diritto di precedenza                                            | Indica l'inizio di una strada il cui traffico ha diritto di precedenza.                                                                                       |
|                   | Fine della strada con diritto di precedenza                                 | Indica la fine di una strada il cui traffico ha diritto di precedenza.                                                                                        |
|                   | Precedenza rispetto al traffico inverso                                     | Indica la precedenza rispetto ai veicoli provenienti in direzione opposta in una strada a doppio senso che consente il passaggio di una sola fila di veicoli. |
|                   | Piazzuola per l'incontro di veicoli provenienti dal senso di marcia opposto | Indica una piazzuola per l'incontro di veicoli provenienti dal senso di marcia opposto ed in cui è vietata la sosta.                                          |
|                   | Piazzuola per l'inversione degli autocarri                                  | Indica una piazzuola in cui è possibile l'inversione degli autocarri. Maggiori informazioni sono riportate in appositi pannelli integrativi.                  |
|                   | Senso unico                                                                 | Segnala il termine del doppio senso di circolazione all'interno di una carreggiata.                                                                           |
|                   | Senso unico                                                                 | Segnala il termine del doppio senso di circolazione all'interno di una carreggiata.                                                                           |
|                   | Strada senza uscita                                                         | Indica una strada senza uscita per tutti i veicoli. |
|                   | Parcheggio riservato ai taxi                                                | Segnala un parcheggio riservato ai taxi. |
|                   | Fermata di autobus                                                          | Segnala una fermata di autobus. |
|                   | Terminal di autobus                                                         | Segnala un capolinea di autobus. |
|                   | Accesso per disabili                                                        | Indica un accesso per persone disabili. |
|                   | Centro abitato                                                              | Indica l'inizio di un centro abitato. |
|                   | Fine del centro abitato                                                     | Indica la fine di un centro abitato. |
|                   | Strada residenziale                                                         | Indica l'inizio di una zona residenziale. |
|                   | Fine della strada residenziale                                              | Indica la fine di una zona residenziale. |
|                   | Sottopassaggio pedonale                                                     | Indica la presenza di un sottopassaggio pedonale. |
|                   | Sovrappassaggio pedonale                                                    | Indica la presenza di un sovrappassaggio pedonale. |
|                   | Entrata                                                                     | Indica l'entrata in un'area. |
|                   | Uscita                                                                      | Indica l'uscita da un'area. |
|                   | Limiti di velocità generali                                                 | Indica i limiti generali di velocità presenti nello Stato, validi per le autovetture. È posto in prossimità delle frontiere.                                  |
|                   | Pagamento pedaggio                                                          | Indica una stazione di pagamento del pedaggio; può essere integrato da un pannello indicante la distanza dalla stazione di esazione.                          |
|                   | Controllo di velocità                                                       | Indica un posto di rilevazione automatica della velocità. |

## Segnali di servizi
| Segnale islandese | Significato                                       | Spiegazione |
|                   | Pronto soccorso                                   | Indica la presenza di un pronto soccorso. |
|                   | Ospedale                                          | Indica la presenza di un ospedale. |
|                   | Polizia                                           | Indica la presenza di un posto di polizia. |
|                   | Farmacia                                          | Indica la presenza di una farmacia. |
|                   | Rifugio di emergenza                              | Indica la presenza di un rifugio di emergenza. |
|                   | Telefono di emergenza                             | Indica un telefono di emergenza. |
|                   | Estintore                                         | Indica la presenza di un estintore. |
|                   | Informazioni                                      | Indica la presenza di un punto informazioni. |
|                   | Ufficio informazioni                              | Indica la presenza di un ufficio informazioni. |
|                   | Auto condivisa                                    | Indica la presenza di un punto informazioni dove è possibile reperire informazioni riguardo al car sharing (auto condivisa).                           |
|                   | Telefono                                          | Indica un telefono pubblico. |
|                   | Bagni pubblici                                    | Indica la presenza di servizi igienici pubblici. |
|                   | Bagni chimici                                     | Indica la presenza di servizi igienici chimici. |
|                   | Area per scarico liquami                          | Indica un'area dotata di attrezzature per lo scarico di liquami.                                                                                       |
|                   | Centro della città                                | Indica il centro di un luogo abitato. |
|                   | Zona industriale                                  | Indica la presenza di una zona industriale. |
|                   | Tour vacanze                                      | Indica la presenza di un tour vacanze. |
|                   | Sito di interesse al coperto                      | Indica la presenza di un sito di interesse al chiuso.                                                                                                  |
|                   | Attrazione turistica                              | Indica la presenza di un'attrazione turistica. |
|                   | Punto di partenza per un percorso escursionistico | Indica la presenza di percorso escursionistico con partenza nei pressi del segnale.                                                                    |
|                   | Area pic-nic                                      | Indica la presenza di un'area pic-nic. |
|                   | Punto panoramico                                  | Indica la presenza di un punto panoramico. |
|                   | Punto panoramico con tavola di orientamento       | Indica la presenza di un punto panoramico con tavola di orientamento.                                                                                  |
|                   | Cestino per rifiuti                               | Indica la presenza di un cestino per rifiuti. |
|                   | Bidone per rifiuti                                | Indica la presenza di un bidone per rifiuti. |
|                   | Radio informazioni stradali                       | Indica la frequenza sulla quale si possono ricevere notizie sullo stato del traffico.                                                                  |
|                   | Rifornimento                                      | Indica la presenza di un posto di rifornimento. |
|                   | Assistenza meccanica                              | Indica la presenza di un'officina di riparazioni. |
|                   | Gommista                                          | Indica la presenza di un gommista. |
|                   | Autonoleggio                                      | Indica la postazione di autonoleggio. |
|                   | Bar                                               | Indica la presenza di un bar. |
|                   | Ristorante                                        | Indica la presenza di un ristorante. |
|                   | Ristorazione presso privati                       | Indica la presenza di un luogo di ristorazione presso privati.                                                                                         |
|                   | Albergo                                           | Indica la presenza di un albergo o un motel. |
|                   | Locale per saccopelisti                           | Indica la presenza di un locale dotato di posti per saccopelisti.                                                                                      |
|                   | Ostello della gioventù                            | Indica la presenza di un ostello della gioventù. |
|                   | Cottage a locazione                               | Indica la presenza di un cottage in locazione per vacanze.                                                                                             |
|                   | Rifugio di montagna                               | Indica la presenza di un rifugio di montagna. |
|                   | Campeggio                                         | Indica un campeggio. |
|                   | Terreno per roulotte                              | Indica un terreno per la sosta di roulotte o motorhome.                                                                                                |
|                   | Postazione per la preparazione di cibi            | Indica la presenza di postazioni attrezzate per la preparazione di cibi.                                                                               |
|                   | Doccia                                            | Indica la presenza di una doccia. |
|                   | Piscina calda                                     | Indica la presenza di una piscina con acqua calda. |
|                   | Lavanderia                                        | Indica la presenza di una lavanderia. |
|                   | Luogo di incontro                                 | Indica la presenza di un luogo di incontro. |
|                   | Postazione internet                               | Indica la presenza di una postazione internet. |
|                   | Piscina                                           | Indica la presenza di una piscina. |
|                   | Campo sportivo al coperto                         | Indica la presenza di un campo sportivo al coperto. |
|                   | Campo sportivo                                    | Indica la presenza di un campo sportivo. |
|                   | Circolo di equitazione                            | Indica la presenza di un circolo di equitazione. |
|                   | Ippodromo                                         | Indica la presenza di un ippodromo. |
|                   | Maneggio al coperto                               | Indica la presenza di un maneggio al coperto. |
|                   | Affitto trasporta-cavalli                         | Indica la possibilità di affittare un carretto per cavalli.                                                                                            |
|                   | Punto di pesca                                    | Indica la presenza di un fiume o lago in cui si può pescare.                                                                                           |
|                   | Pesca marittima                                   | Indica la possibilità di fare pesca in mare. |
|                   | Pesca sulla spiaggia                              | Indica un luogo dove vi è possibilità di fare pesca in spiaggia (e dove eventualmente si possono ricevere informazioni riguardo ai permessi di pesca). |
|                   | Avvistamento cetacei                              | Indica la presenza di un porto dal quale si partono battelli per l'avvistamento di cetacei.                                                            |
|                   | Seggiovia                                         | Indica la presenza di una seggiovia. |
|                   | Skilift                                           | Indica la presenza di uno skilift. |
|                   | Sci da fondo                                      | Indica la presenza di una pista da sci da fondo. |
|                   | Escursioni col gatto delle nevi                   | Indica la possibilità di effettuare escursioni col gatto delle nevi.                                                                                   |
|                   | Campo da golf                                     | Indica la presenza di un campo da golf. |
|                   | Tiro a segno                                      | Indica la presenza di un tiro a segno. |
|                   | Crossodromo                                       | Indica la presenza di un crossodromo dove è possibile praticare motocross.                                                                             |
|                   | Noleggio motoslitte                               | Indica la possibilità di noleggiare motoslitte. |
|                   | Noleggio moto d'acqua                             | Indica la possibilità di noleggiare moto d'acqua. |
|                   | Noleggio biciclette                               | Indica la possibilità di noleggiare biciclette. |
|                   | Noleggio barche a remi                            | Indica la possibilità di noleggiare barche a remi. |
|                   | Sci d'acqua                                       | Indica la possibilità di effettuare sci d'acqua. |
|                   | Rafting                                           | Indica la possibilità di effettuare rafting. |
|                   | Chiesa                                            | Indica la presenza di una chiesa. |
|                   | Cimitero                                          | Indica la presenza di un cimitero. |
|                   | Bancomat                                          | Indica la presenza di un bancomat. |
|                   | Banca                                             | Indica la presenza di una banca. |
|                   | Posta                                             | Indica la presenza di un ufficio postale. |
|                   | Cibo ed articoli da viaggio                       | Indica la presenza di un negozio con cibo ed articoli da viaggio.                                                                                      |
|                   | Supermercato                                      | Indica la presenza di un supermercato. |
|                   | Panetteria                                        | Indica la presenza di una panetteria. |
|                   | Chiosco                                           | Indica la presenza di un chiosco. |
|                   | Artigianato                                       | Indica la presenza di un punto vendita di artigianato.                                                                                                 |
|                   | Orto botanico                                     | Indica la presenza di un orto botanico. |
|                   | Gelateria                                         | Indica la presenza di una gelateria. |
|                   | Galleria d'arte o museo                           | Indica la presenza di una galleria d'arte o un museo.                                                                                                  |
|                   | Biblioteca                                        | Indica la presenza di una biblioteca. |
|                   | Acquario                                          | Indica la presenza di un acquario. |
|                   | Fattoria                                          | Indica la presenza di una fattoria. |
|                   | Canile                                            | Indica la presenza di un canile. |
|                   | Veterinario                                       | Indica la presenza di un veterinario. |
|                   | Auditorium                                        | Indica la presenza di un auditorium. |
|                   | Porto                                             | Indica la presenza di un porto. |
|                   | Porto turistico                                   | Indica la presenza di un porto dal quale effettuare giri in barca.                                                                                     |
|                   | Porto merci                                       | Indica la presenza di un porto per le merci. |
|                   | Aeroporto                                         | Indica la presenza di un aeroporto. |
|                   | Aerodromo                                         | Indica la presenza di un aerodromo. |

## Segnali di indicazione
| Segnale islandese | Significato                                                                                                 | Spiegazione |
|                   | Cartello indicatore su strada extraurbana principale                                                        | Indica le direzioni raggiungibili al prossimo incrocio lungo una strada extraurbana principale.                                        |
|                   | Cartello indicatore su strada extraurbana senza numero di strada                                            | Indica le direzioni raggiungibili al prossimo incrocio lungo una strada extraurbana senza numero di strada.                            |
|                   | Indicazione di strada all'interno dell'area della capitale                                                  | Indica la direzione raggiungibile lungo una strada all'interno dell'area della capitale.                                               |
|                   | Indicazione di strada all'esterno dell'area della capitale                                                  | Indica la direzione raggiungibile lungo una strada all'esterno dell'area della capitale.                                               |
|                   | Cartello indicatore per località turistiche                                                                 | Indica le direzioni turistiche raggiungibili al prossimo incrocio.                                                                     |
|                   | Località turistica                                                                                          | Indica una località turistica e la sua relativa distanza.                                                                              |
|                   | Preavviso di direzione lungo strada extraurbana all'interno dell'area della capitale                        | Preavvisa un'uscita lungo una strada extraurbana all'interno dell'area della capitale.                                                 |
|                   | Preavviso di direzione lungo strada extraurbana all'esterno dell'area della capitale                        | Preavvisa un'uscita lungo una strada extraurbana all'esterno dell'area della capitale.                                                 |
|                   | Segnalazione di direzioni su strada all'interno dell'area della capitale                                    | Indica le direzioni raggiungibili all'incrocio su strada all'interno dell'area della capitale.                                         |
|                   | Segnalazione di direzioni su strada all'esterno dell'area della capitale                                    | Indica le direzioni raggiungibili all'incrocio su strada all'esterno dell'area della capitale.                                         |
|                   | Presegnalazione di direzioni a ponte                                                                        | Indica le direzioni raggiungibili al prossimo incrocio lungo una strada posto a scavalco sopra la carreggiata.                         |
|                   | Presegnalazione di direzioni su strada all'interno dell'area della capitale                                 | Indica le direzioni raggiungibili al prossimo incrocio lungo una strada all'interno dell'area della capitale.                          |
|                   | Presegnalazione di direzioni su strada all'esterno dell'area della capitale                                 | Indica le direzioni raggiungibili al prossimo incrocio lungo una strada all'esterno dell'area della capitale.                          |
|                   | Presegnalazione di direzioni su strada all'interno dell'area della capitale con canalizzazione delle corsie | Indica le direzioni raggiungibili al prossimo incrocio su strada all'interno dell'area della capitale con canalizzazione delle corsie. |
|                   | Presegnalazione di direzioni su strada all'esterno dell'area della capitale                                 | Indica le direzioni raggiungibili al prossimo incrocio su strada all'esterno dell'area della capitale.                                 |
|                   | Segnalazione di direzione verso una località rurale                                                         | Indica le direzioni raggiungibili al prossimo incrocio verso una località rurale.                                                      |
|                   | Località rurale                                                                                             | Indica una località rurale. |
|                   | Nome strada                                                                                                 | Indica il nome della strada lungo la quale è installato.                                                                               |
|                   | Numero civico                                                                                               | Indica il numero civico di un'abitazione.                                                                                              |
|                   | Numero strada                                                                                               | Identifica una strada numerata. |
|                   | Strada che conduce alla strada con numero indicato                                                          | Identifica una strada che conduce alla strada col numero indicato nel segnale.                                                         |
|                   | Strada senza numero                                                                                         | Identifica una strada senza numerazione ufficiale.                                                                                     |
|                   | Fattoria abbandonata                                                                                        | Identifica una fattoria abbandonata.                                                                                                   |
|                   | Inizio territorio comunale o contea                                                                         | Indica l'inizio di un territorio comunale o di una contea.                                                                             |
|                   | Inizio del comune                                                                                           | Indica l'inizio di un centro abitato.                                                                                                  |
|                   | Segnale di conferma per le strade all'interno dell'area della capitale                                      | Indica la distanza dalle località indicate nel segnale all'interno dell'area della capitale.                                           |
|                   | Segnale di conferma per le strade all'esterno dell'area della capitale                                      | Indica la distanza dalle località indicate nel segnale all'esterno dell'area della capitale.                                           |
|                   | Presegnalazione di direzioni                                                                                | Indica le direzioni raggiungibili agli incroci che si incontreranno.                                                                   |
|                   | Presegnalazione di direzioni su pista ciclabile                                                             | Indica le direzioni raggiungibili al prossimo incrocio lungo una pista ciclabile.                                                      |
|                   | Direzioni su pista ciclabile                                                                                | Indica le direzioni raggiungibili all'incrocio lungo una pista ciclabile.                                                              |

## Segnali di corsia
| Segnale islandese | Significato                          | Spiegazione                                                                           |
|                   | Riduzione delle corsie disponibili   | Indica una riduzione delle corsie disponibili.                                        |
|                   | Utilizzo delle corsie                | Indica l'utilizzo delle corsie disponibili.                                           |
|                   | Utilizzo delle corsie in un incrocio | Indica la canalizzazione che si ha nel prossimo incrocio.                             |
|                   | Segnali di direzione                 | Indicano la direzione per la quale si vuole riferire il segnale a cui sono applicati. |

## Segnali temporanei
| Segnale islandese | Significato             | Spiegazione                                                      |
|                   | Preavviso di deviazione | Preavvisa una deviazione lungo la strada che si sta percorrendo. |

## Pannelli integrativi
| Segnale islandese | Significato                                       | Spiegazione |
|                   | Distanza                                          | Indica la distanza alla prescrizione indicata. |
|                   | Inizio, fine o continuazione                      | Indicano l'inizio, la continuazione o la fine di una prescrizione.                                                                                                  |
|                   | Estesa                                            | Indica la distanza alla prescrizione indicata e per quanti metri o chilometri il segnale è valido. Se parte da 0 il segnale è valido da subito.                     |
|                   | Estesa dell'indicazione al lato sinistro o destro | Indicano per quanti metri il segnale è valido sul lato sinistro o destro dal segnale.                                                                               |
|                   | Estesa dell'indicazione al lato sinistro e destro | Indicano per quanti metri il segnale è valido sul lato sinistro e destro dal segnale.                                                                               |
|                   | Limite temporale                                  | Indica la durata temporale a cui il pannello integrativo si riferisce.                                                                                              |
|                   | Zona a disco orario                               | Indica che per parcheggiare in quella zona è necessario esibire il disco orario ed il tempo massimo per cui è consentita la sosta.                                  |
|                   | Disposizione dei posti auto                       | Indicano la disposizione dei posti auto. |
|                   | Distanza                                          | Indica la distanza alla prescrizione indicata. |
|                   | Disabili                                          | Indica che la prescrizione è riservata alle persone con disabilità.                                                                                                 |
|                   | Segnali di direzione                              | Indicano la direzione per la quale si vuole riferire il segnale a cui sono applicati.                                                                               |
|                   | Andamento della strada principale                 | Indicano l'andamento della strada principale. |
|                   | Ipovedenti                                        | Indica che la prescrizione è riservata alle persone ipovedenti. |
|                   | Ipoudenti                                         | Indica che la prescrizione è riservata alle persone ipoudenti. |
|                   | Peso                                              | Indica il peso specifico per il segnale a cui si riferisce. |
|                   | Rimozione forzata                                 | Indica che il divieto di sosta comporta anche la rimozione coatta del veicolo in difetto.                                                                           |
|                   | Asfalto steso da poco                             | Indica che il tratto di strada seguente è stato recentemente asfaltato e sono quindi possibili lanci di pietrisco da parte dei veicoli.                             |
|                   | Guado                                             | Indica che per attraversare il corso d'acqua è predisposto un guado e non vi è un ponte, e che tale guado è oltrepassabile solo da mezzi con quattro ruote motrici. |
|                   | Strada con velocità ridotta                       | Indica che la strada dopo cui è installato è transitabile da autovetture ma a bassa velocità a causa del fondo sconnesso.                                           |
|                   | Strada per mezzi fuoristrada                      | Indica che la strada dopo cui è installato è transitabile solo da mezzi fuoristrada con quattro ruote motrici.                                                      |
|                   | Pista solo per mezzi fuoristrada attrezzti        | Indica che la pista dopo cui è installato è percorribile solo da mezzi fuoristrada appositamente attrezzati.                                                        |
|                   | Dosso cieco                                       | Indica la presenza di un dosso cieco che rende impossibile la visuale dei veicoli provenienti dal senso opposto.                                                    |
|                   | Dossi ciechi                                      | Indica la presenza di una serie di dossi ciechi che rendono impossibile la visuale dei veicoli provenienti dal senso opposto.                                       |
|                   | Zona a rischio incidenti                          | Indica la presenza di una zona con elevata possibilità di incidenti.                                                                                                |
|                   | Carreggiata a singolo passaggio                   | Indica che il tratto di strada seguente consente agevolmente il transito di un solo veicolo per volta.                                                              |
|                   | Fine della carreggiata asfaltata                  | Indica la fine del tratto di strada asfaltata. |
|                   | Ponte stretto                                     | Indica un ponte stretto che consente il transito di un solo veicolo per volta.                                                                                      |
|                   | Galleria stretta                                  | Indica una galleria stretta che consente il transito di un solo veicolo per volta.                                                                                  |
|                   | Distanza allo STOP                                | Indica la distanza al segnale di fermarsi e dare precedenza. |
|                   | Ponte largo 2,20 metri                            | Indica un ponte largo 2,20 metri e che consente il transito di un solo veicolo per volta.                                                                           |
|                   | Corsa su strada                                   | Indica che il tratto di strada seguente è interessato da una corsa podistica organizzata.                                                                           |